# Filmographie sur la guerre de Sécession
Cet article traite de la filmographie sur la Guerre de Sécession au cinéma et à la télévision.

## Introduction
La Guerre civile américaine a dès le début inspiré énormément d'œuvres filmographiques, mettant en scène des combats dépeignant l'intensité de la guerre ou des personnages à travers des biographies ou des comédies ainsi que des histories fantastiques liées au conflit qui déchira les États-Unis durant quatre ans,,.

## Année 1900-1919
- 1908 : 
  - Barbara Frietchie: The Story of a Patriotic American Woman ;
  - The Guerrilla ;
- 1910 : 
  - The Fugitive ;
  - The House with Closed Shutters ;
  - In the Border States ;
- 1911 :
  - The Battle ;
  - His Trust Fulfilled ;
  - Railroad Raiders of '62 ;
  - Swords and Hearts ;
  - For Her Sake ;
- 1912 :
  - Quand Lee se rendra ;
  - Curfew Shall Not Ring Tonight ;
  - The Informer ;
  - The Lie ;
  - The Seventh Son ;
- 1913 :
  - Le Désastre ;
  - The Battle of Shiloh ;
  - The Price of Victory ;
  - The Seed of the Fathers ;
- 1914 :
  - Dan ;
  - The Sleeping Sentinel ;
- 1915 :
  - Barbara Frietchie;
  - Naissance d'une nation ;
  - Colonel Carter of Cartersville ;
  - Un lâche ;
- 1916 :
  - According to the Code ;
  - Her Father's Son ;
  - Naked Hearts ;
  - The Sting of Victory ;
- 1917 :
  - The Blood of His Fathers ;
  - The Field of Honor ;
  - The Lincoln Cycle ;
  - The Spreading Dawn ;
- 1918 :
  - Les Quatre Filles du docteur March ;
  - Hearts of Love ;
  - The Last Rebel ;
  - Morgan's Raiders ;
  - La Tache de sang ;
  - The Son of Democracy ;
  - Miss Dulcie from Dixie ;
  - Madame Qui ?
- 1919 : Hay Foot, Straw Foot.

## Années 1920-1929
- 1920 :
  - Le Héros du silence ;
  - Held by the Enemy ;
  - L'Obstacle ;
  - The Kentucky Colonel ;
  - The Little Shepherd of Kingdom Come ;
- 1921 :
  - The Highest Law ;
  - Johnny Ring and the Captain's Sword ;
- 1922 : Le Petit à Grand-maman ;
- 1924 :
  - Barbara Frietchie de Lambert Hillyer ;
  - The Dramatic Life of Abraham Lincoln ;
  - The Warrens of Virginia ;
- 1926 : 
  - Raymond s'en va-t-en guerre ;
  - Hands Up ! ;
- 1927 :
  - Le Mécano de la « General » ;
  - The Heart of Maryland ;
- 1928 : 
  - Court-Martial ;
  - The Little Shepherd of Kingdom Come d'Alfred Santell
- 1929 :
  - Morgan's Last Raid ;
  - The Overland Telegraph.

## Années 1930-1939
- 1930 : Abraham Lincoln de D. W. Griffith, film biographique du président Lincoln ;
- 1931 : Secret Service de J. Walter Ruben ;
- 1933 : Les Quatre Filles du docteur March de George Cukor ;
- 1934 : L'Agent n° 13 de Richard Boleslawski ;
- 1935 : 
  - La Fille rebelle de David Butler ;
  - Roses de sang (So Red the Rose) de King Vidor ;

- 1936 :
  - General Spanky de Gordon Douglas et Fred C. Newmeyer ;
  - Hearts in Bondage de Lew Ayres ;
  - Je n'ai pas tué Lincoln de John Ford, l'histoire du docteur Samuel Mudd qui a soigné l'assassin du président Lincoln et a été condamné pour conspiration ;
- 1939 :
  - The Arizona Kid de Joseph Kane ;
  - Autant en emporte le vent de Victor Fleming, monument du cinéma américain, narre la romance épique de la jeune Scarlett O'Hara et du cynique Rhett Butler avant et après la bataille d'Atlanta.

## Années 1940-1949
- 1940 :
  - Colorado de Joseph Kane ;
  - L'Escadron noir de Raoul Walsh ;
  - La Piste de Santa Fe de Michael Curtiz, film soutenant discrètement les positions sudistes sur les bienfaits d’une lente abolition de l’esclavage ;
  - Swanee River de Sidney Lanfield, biographie peu fidèle du compositeur Stephen Foster et de son histoire très romancée avec une femme sudiste ;
- 1941 :
  - La Charge fantastique de Raoul Walsh, biographie romancée du général Custer ;
  - La Reine des rebelles d'Irving Cummings, évocation des exploits de Belle Starr, la femme hors-la-loi la plus célèbre du Far West ;
- 1944 : Raiders of Ghost City de Lewis D. Collins et Ray Taylor ;
- 1947 : Le deuil sied à Électre de Dudley Nichols ;
- 1948 : Le Sang de la terre de George Marshall ;
- 1949 : Les Quatre Filles du docteur March de Mervyn LeRoy ;

## Années 1950-1959
- 1950 :
  - Les Rebelles de Fort Thorn de Robert Wise ;
  - Le Convoi maudit de Roy Rowland ;
  - La Révolte des dieux rouges de William Keighley ;
- 1951 :
  - La Charge victorieuse de John Huston, film sur le parcourt d'un jeune idéaliste qui rejoint l'armée nordiste ;
  - Le Dernier Bastion de Lewis R. Foster ;
  - The Redhead and the Cowboy de Leslie Fenton ;
  - Red Mountain d'Alan Ladd ;
- 1952 :
  - La Charge victorieuse de John Huston ;
  - La Mission du commandant Lex d'André de Toth ;
- 1953 : Fort Bravo de John Sturges ;
- 1954 : 
  - L'Attaque de la rivière rouge de Rudolph Maté ;
  - Le Raid de Hugo Fregonese, l'histoire vraie d'un groupe de prisonniers qui s'évade d'une prison proche de la frontière canadienne durant la guerre de Sécession ;
  - Les Rebelles de George Sherman ;
- 1955 : 
  - Cinq fusils à l'ouest de Roger Corman ;
  - Yellowneck de R. John Hugh, narre l'histoire de déserteurs des forces confédérées qui se réfugient dans les Everglades puis s'échappent vers Cuba ;
- 1956 :
  - L'Infernale Poursuite de Francis D. Lyon, film sur l'attaque du réseau ferré sudiste par des commandos nordistes ;
  - La Loi du Seigneur de William Wyler ;
- 1957 :
  - L'Arbre de vie d'Edward Dmytryk ;
  - L'Esclave libre de Raoul Walsh, film précurseur dans la lutte pour la reconnaissance des droits des noirs aux États-Unis ;
- 1959 :
  - Le Courrier de l'or de Budd Boetticher ;
  - Les Cavaliers de John Ford, western revenant sur le raid de Grierson, et les attaques des voies de chemins de fer derrière les lignes ennemies.

## Années 1960-1969
- 1961 : L'Île mystérieuse de Cy Endfield ;
- 1962 :
  - La Conquête de l'Ouest de Henry Hathaway, John Ford et George Marshall ;
  - La Rivière du hibou de Robert Enrico ;
- 1963 :
- Johnny Shiloh de James Neilson, téléfilm en deux épisodes sur l'histoire d'un jeune garçon qui décide de rejoindre l'Armée de l'Union.
- 1965 :
  - Major Dundee de Sam Peckinpah ;
  - Les Prairies de l'honneur d'Andrew V. McLaglen, film anti-guerre se déroulant dans la guerre de Sécession pour dénoncer la guerre du Viêt Nam contemporain au film.
- 1966 :
  - Alvarez Kelly d'Edward Dmytryk ;
  - Le Bon, la Brute et le Truand de Sergio Leone, film typique du western spaghetti, dénonçant par l'ironie l'absurdité de la guerre, notamment la confusion entre les belligérants pour une méprise sur la couleur de leurs uniformes.
- 1967 :
  - Les Cruels de Sergio Corbucci ;
  - La Poursuite des tuniques bleues de Phil Karlson ;
- 1968 : La Brigade des cow-boys de William Hale ;
- 1969 : Les Géants de l'Ouest d'Andrew V. McLaglen.

## Années 1970-1979
- 1970 : Rio Lobo de Howard Hawks ;
- 1971 : Les Proies de Don Siegel ;
- 1972 : La Horde des salopards de Tonino Valerii ;
- 1976 : Josey Wales hors-la-loi de Clint Eastwood, film sur les exactions de la guérilla dans le Missouri ;
- 1977 : Racines, mini-série de Marvin J. Chomsky, John Erman, Gilbert Moses et David Greene ;

## Années 1980-1999
- 1982 : Les Bleus et les Gris d'Andrew V. McLaglen ;
- 1984 : Louisiane, de Philippe de Broca ;
- 1985 : Nord et Sud de Richard T. Heffron ;
- 1989 : Glory d'Edward Zwick, film narrant l'histoire d'un des premiers régiments afro-américains formé dans l'armée américaine: le 54e régiment d'infanterie du Massachusetts ;
- 1990 : Danse avec les loups de Kevin Costner, le chef-d’œuvre de Kevin Costner, primé de sept Oscars et de nombreux autres prix ;
- 1991 : Ironclads, téléfilm sur la première confrontation de l'histoire de cuirassés lors de la bataille de Hampton Roads ;
- 1993 :
  - Class of '61 de Gregory Hoblit ;
  - Gettysburg de Ron Maxwell, film sur la bataille de Gettysburg ;
  - Sommersby de Jon Amiel, remake du film français Le Retour de Martin Guerre, transposé dans la guerre de Sécession ;
- 1994 : Les Quatre Filles du docteur March de Gillian Armstrong ;
- 1995 : Pharaoh's Army de Robby Henson ;
- 1996 : Andersonville de John Frankenheimer, sur le camp de prisonniers d'Andersonville tenu par les confédérés ;
- 1998 : The Tempest, transposition d'un drame de Shakespeare dans la guerre de Sécession ;
- 1999 :
  - CSS Hunley, le premier sous-marin, téléfilm sur l’utilisation première de sous-marin par les forces sudistes ;
  - Chevauchée avec le diable d'Ang Lee, film sur la lutte de guérilla au Kansas et au Missouri entre les jayhawkers est les bushwhackers ;

## Années 2000-2009
- 2002 : Gangs of New York de Martin Scorsese, film évoquant les émeutes de la conscription en 1863 ;
- 2003 :
  - Gods and Generals de Ron Maxwell, préquelle de Gettysburg ;
  - Retour à Cold Mountain d'Anthony Minghella ;
- 2005 : 
  - Sahara de Breck Eisner, au début du film on assiste à la fuite du CSS Virginia ;
  - Un fidèle ami de Yelena Lanskaya ;
- 2007 : Le Dernier Confédéré d'A. Blaine Miller et Julian Adams ;
- 2009 : X-Men Origins: Wolverine de Gavin Hood, au début du film, la guerre de Sécession est la première guerre à laquelle Logan et Victor Creed participent ;

## Années 2010-2019
- 2010 : La Conspiration de Robert Redford ;
- 2011 :
  - Redemption : les cendres de la guerre, de Joseph P. Stachura ;
  - Space Time : L'ultime Odyssée de William Eubank ;
- 2012 : 
  - Abraham Lincoln, chasseur de vampires de Timour Bekmambetov ;
  - Lincoln de Steven Spielberg, film biographique sur le président Lincoln durant les derniers mois de la guerre de sécession ;
- 2013 : Copperhead de Ron Maxwell ;
- 2016 :
  - Free State of Jones de Gary Ross ;
  - Racines de Mario Van Peebles, nouvelle adaptation de l'oeuvre d'Alex Haley et remake de l'adaptation télé de 1977;
- 2017 : Les Proies de Sofia Coppola ;
- 2019 : The Professor and the Madman de Farhad Safinia.

## Années 2020-2029
- 2020 : La Mission de Paul Greengrass.
- 2024 : Les Damnés de Roberto Minervini.